# Penobscot Building
Penobscot Building – budynek w Detroit w USA. Budynek ten został zaprojektowany przez Smith, Hinchman & Grylls i Donaldson & Meier Jego budowa, rozpoczęta w roku 1927, zakończyła się w 1928 roku. Został wykonany w stylu art déco. Ma 172 metry wysokości i 47 pięter nadziemnych. Pod ziemią znajdują się jeszcze 2 kondygnacje. Od chwili ukończenia w roku 1928, aż do 1977 (ukończenie budowy Detroit Marriott at the Renaissance Center), był to najwyższy budynek w mieście. Znajduje się w nim 25 wind, a jego całkowita powierzchnia wynosi 72 138 m². Poza biurami powierzchnia tego wieżowca jest wykorzystywana w celach handlowych oraz jako centrum konferencyjne, które zajmuje przestrzeń 13. piętra.